# منصوریه دو
منصوریه دو، روستایی در دهستان عنافچه بخش مرکزی شهرستان باوی در استان خوزستان ایران است.

## جمعیت
بر پایه سرشماری عمومی نفوس و مسکن در سال ۱۳۹۵، جمعیت این روستا برابر با ۳۴۶ نفر (۹۳ خانوار) بوده است.